# 미국의 쿠바 보호령
미국의 쿠바 보호령(United States Protectorate over Cuba)는 1899년 스페인-미국 전쟁에서 미국이 승리하여 쿠바를 양도받아 설치된 미국의 보호령이다. 1899년부터 1902년까지 잠시동안 지속돼왔다. 1902년 친미 정권으로 독립하였다.

## 같이 보기
- 미국 제국주의